# Santiago Craig
Santiago Craig (Buenos Aires, 1978) es un escritor argentino. En el 2015, obtuvo el primer premio del Concurso de Narrativa Eugenio Cambaceres por su cuento «Elefante». Además, fue traducido a los idiomas francés y portugués.

## Biografía
Santiago Craig nació en el año 1978 en la ciudad de Buenos Aires, Argentina.
En el 2010, publicó su primer libro, la colección de cuentos El enemigo. En el 2012, obtuvo el Premio Provincial de Poesía de Córdoba por su primer poemario, Los juegos, que fue publicado ese mismo año. En el 2015, resultó ganador del primer premio del Concurso de Narrativa Eugenio Cambaceres, organizado por la Biblioteca Nacional Mariano Moreno y la editorial Interzona, por su cuento «Elefante».
En el 2017, publicó su segundo libro de cuentos, Las tormentas. En el 2018, el texto fue uno de los cinco finalistas del Premio Hispanoamericano de Cuento Gabriel García Márquez, y obtuvo la primera mención en el Premio Nacional de Literatura. Ese mismo año, publicó su tercer libro de cuentos, 27 maneras de enamorarse, que, en el 2020, fue adaptado al teatro. En el 2020, el escritor editó su primera novela, Castillos, acerca del viaje de una familia a Uruguay.
En el 2021, publicó su cuarto libro de cuentos, Animales. Ese mismo año, editó, en colaboración con Pablo Bernasconi, quien hizo las ilustraciones, el libro álbum-infantil Un coso, que obtuvo el I Concurso del Libro Álbum SoyAutor. Además, el texto fue seleccionado para integrar la 3ª edición del The World Through Picture Books, un catálogo de 530 libros ilustrados recomendados por bibliotecarios agrupados en la Federación Internacional de Asociaciones de Bibliotecarios y BibliotecasFLA.
En agosto del 2024, Craig publicó su segunda novela, Vida en Marta.

## Obra

### Novela
- Castillos (1ª edición). Buenos Aires: Entropía. 2020. ISBN 9789871768608.
- Vida en Marta (2024, Tusquets)

### Cuento
- El enemigo (2010, Encendidas)
- Las tormentas (2017, Entropía)
- 27 maneras de enamorarse (2018, Factotum)
- Animales (2021, Factotum)

### Poesía
- Los juegos (2012, Editorial de la UNC)

### Infantil
- Un coso (1ª edición). Buenos Aires: Limonero. 2021. ISBN 9789874794079.

## Premios y menciones
- 2012: Premio Provincial de Poesía de Córdoba por Los juegos.[6]
- 2015: Concurso de Narrativa Eugenio Cambaceres por su cuento «Elefante».[18]
- 2017: Segundo premio Fondo Nacional de las Artes.
- 2018: Finalista del Premio de Cuento Gabriel García Márquez.
- 2019: Primera Mención en la categoría cuento del Premio Nacional de Letras.
- 2023: seleccionado en The BRAW Amazing Bookshelf de la Feria de Bologna 2023.
- 2023: Segundo Premio en la categoría cuento del Premio Nacional de Letras.